# Kolsva församling
Kolsva församling var en församling i Västerås stift och i Köpings kommun i Västmanlands län. Församlingen uppgick 2010 i Malma församling. 

## Administrativ historik
Kolsva församling bildades 1943 genom sammanslagning av Malma församling och Bro församling under namnet Bro-Malma församling som namnändrades till detta den 20 oktober 1950.
Den 1 januari 1995 överfördes ett område med 241 personer från Kolsva församling till Himmeta församling, som då bytte namn till Himmeta-Bro församling.
Församlingen utgjorde till 1971 ett eget pastorat för att därefter till 2010 vara moderförsamling i pastoratet Kolsva, Himmeta (från 1995 Himmeta-Bro) och Västra Skedvi. Församlingen uppgick 2010 i en återbildad Malma församling.

### Kyrkobokföringsdistrikt
Kolsva församling var mellan 1943 och 1962 uppdelad i två kyrkobokföringsdistrikt: Bro-Malma/Kolsva norra kbfd (190302) och Bro-Malma/Kolsva södra kbfd (190301).

## Organister
Lista över organister i Kolsva församling.
| Ämbetstid | Namn                    | Levnadstid |
| --------- | ----------------------- | ---------- |
| 1943      | Olof Natanael Södergren | 1882-      |
| 1943-     | Albert Björnemo         | 1906-      |

## Kyrkor
- Malma kyrka
- Kolsva brukskyrka
- Bro kyrka (före 1995)